# Cotonéaster
Cotoneaster
Genre
Classification phylogénétique
Cotoneaster (Les Cotonéasters) est un genre de plantes à fleurs , de la famille des Rosaceae. Ce genre regroupe plus de 300 espèces d'arbustes de la région paléarctique (Europe, Asie tempérée et Afrique du Nord) particulièrement bien représentés dans l'Himalaya. La principale espèce sauvage européenne est Cotoneaster integerrimus.

## Étymologie
Le terme Cotoneaster provient du grec kydonion ou du latin cotoneus qui signifie « coing » et du suffixe latin -aster, « qui ressemble à ».

## Description
Les cotonéasters sont des arbrisseaux de cinquante centimètres à quinze mètres de haut. Certains comme Cotoneaster frigidus peuvent s'élever jusqu'à 15 m avec un tronc de 15 cm de diamètre. Les plus petits représentants se trouvent en altitude, comme Cotoneaster integrifolius présent dans l'Himalaya, à une altitude de 3 000 à 4 000 m ; les plus grands sont davantage répandus en plaine. 
Les pousses conduisent à la formation soit pour les plus grandes (10–40 cm) de branches, soit pour les plus petites (0,5–5 cm) de fleurs.
Les feuilles sont alternes, de forme ovale ou lancéolée. Certaines espèces sont caduques d'autres sont persistantes.
Les fruits sont de petits piridions rouges ou orange.
Attention à ne pas confondre le Cotoneaster avec le Pyracantha qui a les feuilles dentelées, des épines et dont les fruits sont faiblement toxiques.

## Espèces

### Espèces ornementales
Les espèces ornementales sont quasiment toutes originaires d'Asie. Elles ont été introduites dans les jardins et les parcs des zones tempérées (notamment Europe et Amérique du Nord) pour le feuillage persistant, leurs nombreuses fleurs blanches ou roses, leurs nombreuses baies rouges à l'automne, leur résistance à la taille (certaines espèces servent à la confection de haies) et parfois pour leur forme particulière (pleureuse, rampante, etc.).
En voici une sélection :
- Cotoneaster acutifolius Turcz.
- Cotoneaster adpressus Boiss.
- Cotoneaster apiculatus Rehd. et Wilson
- Cotoneaster bullatus Boiss.
- Cotoneaster dammeri C.K.Schneid.
- Cotoneaster divaricatus Rehd. et Wilson
- Cotoneaster franchetii Boiss.
- Cotoneaster horizontalis Dcne.
- Cotoneaster hupehensis Rehd. et Wilson
- Cotoneaster integerrimus Medik.
- Cotoneaster lacteus W.W.Sm.
- Cotoneaster lucidus Schldl.
- Cotoneaster microphyllus Wall. ex Lindl.
- Cotoneaster moupinensis Franchet
- Cotoneaster multiflora Bunge
- Cotoneaster niger (Thunb.) Fries
- Cotoneaster pannosus Franch.
- Cotoneaster salicifolius Franch.
- Cotoneaster simonsii Baker

### Espèces européennes
Toutes les espèces indigènes en Europe sont à feuilles caduques. Elles sont souvent très proches les unes des autres et sont donc assez difficiles à distinguer. Certaines sont très rares, comme par exemple Cotoneaster cambricus, endémique du pays de Galles, le Cotonéaster du Dauphiné et le Cotonéaster intermédiaire, endémiques des Alpes du sud-ouest (France, Italie).
Les espèces européennes sont fortement menacées par l'introduction d'espèces asiatiques, par des collectionneurs peu scrupuleux qui prélèvent des spécimens dans la nature et par la destruction de leur habitat.
Voici la liste des espèces indigènes en Europe :
- Cotoneaster cambricus J. Fryer & B. Hylmö - endémique du Pays de Galles
- Cotoneaster delphinensis Chatenier - Cotonéaster du Dauphiné - endémique du Dauphiné
- Cotoneaster integerrimus Medik. - Cotonéaster vulgaire
- Cotoneaster intermedius H.J.Coste - Cotonéaster intermédiaire
- Cotoneaster juranus Gandoger - Cotonéaster du Jura
- Cotoneaster melanocarpus Fries
- Cotoneaster nebrodensis Koch - Cotonéaster de l'Atlantique
- Cotoneaster scandinavicus - Cotonéaster de Scandinavie
- Cotoneaster tomentosus  Lindl. - Cotonéaster laineux

### Liste des espèces
Voici la liste de toutes les espèces classées dans le genre Cotoneaster selon Catalogue of Life (7 novembre 2020) :
- Cotoneaster acuminatus
- Cotoneaster acutifolius
  - Cotoneaster acutifolius var. glabricalyx
- Cotoneaster adpressus
- Cotoneaster affinis
- Cotoneaster afghanicus
- Cotoneaster aitchisonii
- Cotoneaster alashanensis
- Cotoneaster alatavicus
- Cotoneaster alaunicus
- Cotoneaster albokermesinus
- Cotoneaster altaicus
- Cotoneaster ambiguus
- Cotoneaster amoenus
- Cotoneaster anatolii
- Cotoneaster angustus
- Cotoneaster antoninae
- Cotoneaster apiculatus
- Cotoneaster arbusculus
- Cotoneaster argenteus
- Cotoneaster armenus
- Cotoneaster ascendens
- Cotoneaster assadii
- Cotoneaster assamensis
- Cotoneaster astrophoros
- Cotoneaster ataensis
- Cotoneaster atlanticus
- Cotoneaster atropurpureus
- Cotoneaster atrovinaceus
- Cotoneaster atrovirens
- Cotoneaster atuntzensis
- Cotoneaster aurantiacus
- Cotoneaster bacillaris
- Cotoneaster beimashanensis
- Cotoneaster bis-ramianus
- Cotoneaster boisianus
- Cotoneaster borealichinensis
- Cotoneaster bradyi
- Cotoneaster brandisii
- Cotoneaster brevirameus
- Cotoneaster brickellii
- Cotoneaster browiczii
- Cotoneaster bullatus
- Cotoneaster bumthangensis
- Cotoneaster burmanicus
- Cotoneaster buxifolius
- Cotoneaster calocarpus
- Cotoneaster cambricus
- Cotoneaster camilli-schneideri
- Cotoneaster campanulatus
- Cotoneaster canescens
- Cotoneaster capsicinus
- Cotoneaster cardinalis
- Cotoneaster cashmiriensis
- Cotoneaster chadwellii
- Cotoneaster chengkangensis
- Cotoneaster chingshuiensis
- Cotoneaster chuanus
- Cotoneaster chulingensis
- Cotoneaster chungtiensis
- Cotoneaster cinerascens
- Cotoneaster cinnabarinus
- Cotoneaster cinovskisii
- Cotoneaster coadunatus
- Cotoneaster cochleatus
- Cotoneaster commixtus
- Cotoneaster confusus
- Cotoneaster congestus
- Cotoneaster conspicuus
- Cotoneaster convexus
- Cotoneaster cooperi
- Cotoneaster cordifolius
- Cotoneaster coriaceus
- Cotoneaster cornifolius
- Cotoneaster creticus
- Cotoneaster crispii
- Cotoneaster cuspidatus
- Cotoneaster daliensis
- Cotoneaster dammeri
- Cotoneaster decandrus
- Cotoneaster declinatus
- Cotoneaster delphinensis
- Cotoneaster dielsianus
- Cotoneaster difficilis
- Cotoneaster discolor
- Cotoneaster dissimilis
- Cotoneaster divaricatus
- Cotoneaster dokerensis
- Cotoneaster drogochius
- Cotoneaster duthieanus
- Cotoneaster elatus
- Cotoneaster elegans
- Cotoneaster ellipticus
- Cotoneaster emeiensis
- Cotoneaster encavei
- Cotoneaster erratus
- Cotoneaster esfandiarii
- Cotoneaster estiensis
- Cotoneaster falconeri
- Cotoneaster fangianus
- Cotoneaster farreri
- Cotoneaster fastigiatus
- Cotoneaster favargeri
- Cotoneaster flinckii
- Cotoneaster floccosus
- Cotoneaster floridus
- Cotoneaster forrestii
- Cotoneaster foveolatus
- Cotoneaster franchetii
- Cotoneaster frigidus
- Cotoneaster froebelii
- Cotoneaster fruticosus
- Cotoneaster fulvidus
- Cotoneaster gamblei
- Cotoneaster ganghobaensis
- Cotoneaster garhwalensis
- Cotoneaster genitianus
- Cotoneaster giraldii
- Cotoneaster glabratus
- Cotoneaster glacialis
- Cotoneaster glaucophyllus
- Cotoneaster globosus
- Cotoneaster glomerulatus
- Cotoneaster goloskokovii
- Cotoneaster gonggashanensis
- Cotoneaster gracilis
- Cotoneaster granatensis
- Cotoneaster hajastanicus
- Cotoneaster harrovianus
- Cotoneaster harrysmithii
- Cotoneaster hebephyllus
- Cotoneaster hedegaardii
- Cotoneaster henryanus
- Cotoneaster hersianus
- Cotoneaster hicksii
- Cotoneaster hillieri
- Cotoneaster hissaricus
- Cotoneaster hjelmqvistii
- Cotoneaster hodjingensis
- Cotoneaster horizontalis
- Cotoneaster hsingshangensis
- Cotoneaster huahongdongensis
- Cotoneaster hualiensis
- Cotoneaster humilis
- Cotoneaster hummelii
- Cotoneaster hupehensis
- Cotoneaster hurusawaianus
- Cotoneaster hylanderi
- Cotoneaster hylmoei
- Cotoneaster hypocarpus
- Cotoneaster ignavus
- Cotoneaster ignescens
- Cotoneaster ignotus
- Cotoneaster incanus
- Cotoneaster induratus
- Cotoneaster inexspectatus
- Cotoneaster insculptus
- Cotoneaster insignis
- Cotoneaster insolitus
- Cotoneaster integerrimus
- Cotoneaster integrifolius
- Cotoneaster intermedius
- Cotoneaster juranus
- Cotoneaster kaganensis
- Cotoneaster kangdingensis
- Cotoneaster kansuensis
- Cotoneaster karatavicus
- Cotoneaster kashkarovii
- Cotoneaster kerstanii
- Cotoneaster kingdonii
- Cotoneaster kitaibelii
- Cotoneaster kongboensis
- Cotoneaster konishii
- Cotoneaster kotschyi
- Cotoneaster krasnovii
- Cotoneaster kuanensis
- Cotoneaster kullensis
- Cotoneaster kweitschoviensis
- Cotoneaster lacei
- Cotoneaster lacteus
- Cotoneaster laetevirens
- Cotoneaster lambertii
- Cotoneaster lancasteri
- Cotoneaster langei
- Cotoneaster latifolius
- Cotoneaster laxiflorus
- Cotoneaster leveillei
- Cotoneaster lidjiangensis
- Cotoneaster lucidus
- Cotoneaster ludlowii
- Cotoneaster magnificus
- Cotoneaster mairei
- Cotoneaster majoricensis
- Cotoneaster majusculus
- Cotoneaster marginatus
- Cotoneaster marquandii
- Cotoneaster marroninus
- Cotoneaster megalocarpus
- Cotoneaster meiophyllus
- Cotoneaster melanocarpus
- Cotoneaster melanotrichus
- Cotoneaster meuselii
- Cotoneaster meyeri
- Cotoneaster microcarpus
- Cotoneaster microphyllus
- Cotoneaster milkedandaensis
- Cotoneaster miniatus
- Cotoneaster minimus
- Cotoneaster minutus
- Cotoneaster mirabilis
- Cotoneaster mongolicus
- Cotoneaster monopyrenus
- Cotoneaster morrisonensis
- Cotoneaster morulus
- Cotoneaster moupinensis
- Cotoneaster mucronatus
- Cotoneaster muliensis
- Cotoneaster multiflorus
- Cotoneaster nagaensis
- Cotoneaster naninitens
- Cotoneaster nanshan
- Cotoneaster nantouensis
- Cotoneaster naoujanensis
- Cotoneaster narynensis
- Cotoneaster natmataungensis
- Cotoneaster nebrodensis
- Cotoneaster nedoluzhkoi
- Cotoneaster nefedovii
- Cotoneaster neoantoninae
- Cotoneaster neopopovii
- Cotoneaster newryensis
- Cotoneaster niger
- Cotoneaster nitens
- Cotoneaster nohelii
- Cotoneaster notabilis
- Cotoneaster nummularioides
- Cotoneaster nummularius
- Cotoneaster obovatus
- Cotoneaster obscurus
- Cotoneaster obtusisepalus
- Cotoneaster obtusus
- Cotoneaster ogisui
- Cotoneaster oliganthus
- Cotoneaster omissus
- Cotoneaster orbicularis
- Cotoneaster orientalis
- Cotoneaster osmastonii
- Cotoneaster otto-schwarzii
- Cotoneaster ovatus
- Cotoneaster pangiensis
- Cotoneaster pannosus
- Cotoneaster paradoxus
- Cotoneaster parkeri
- Cotoneaster parkinsonii
- Cotoneaster parnassicus
- Cotoneaster peduncularis
- Cotoneaster pekinensis
- Cotoneaster perpusillus
- Cotoneaster persicus
- Cotoneaster pluriflorus
- Cotoneaster poluninii
- Cotoneaster polyanthemus
- Cotoneaster popovii
- Cotoneaster potaninii
- Cotoneaster procumbens
- Cotoneaster prostratus
- Cotoneaster pruinosus
- Cotoneaster przewalskii
- Cotoneaster pseudoambiguus
- Cotoneaster pseudoobscurus
- Cotoneaster purpurascens
- Cotoneaster qungbixiensis
- Cotoneaster raboutensis
- Cotoneaster racemiflorus
- Cotoneaster radicans
- Cotoneaster rannensis
- Cotoneaster reflexus
- Cotoneaster rehderi
- Cotoneaster reticulatus
- Cotoneaster rhytidophyllus
- Cotoneaster roborowskii
- Cotoneaster rockii
- Cotoneaster rokujodaisanensis
- Cotoneaster roseus
- Cotoneaster rosiflorus
- Cotoneaster rotundifolius
- Cotoneaster royleanus
- Cotoneaster rubens
- Cotoneaster rugosus
- Cotoneaster salicifolius
- Cotoneaster salwinensis
- Cotoneaster sandakphuensis
- Cotoneaster sanguineus
- Cotoneaster saxatilis
- Cotoneaster scandinavicus
- Cotoneaster schantungensis
- Cotoneaster schlechtendalii
- Cotoneaster schubertii
- Cotoneaster serotinus
- Cotoneaster shannanensis
- Cotoneaster shansiensis
- Cotoneaster sherriffii
- Cotoneaster sichuanensis
- Cotoneaster sikangensis
- Cotoneaster silvestrii
- Cotoneaster simonsii
- Cotoneaster soczavianus
- Cotoneaster soongoricus
- Cotoneaster soulieanus
- Cotoneaster splendens
- Cotoneaster spongbergii
- Cotoneaster staintonii
- Cotoneaster sternianus
- Cotoneaster suavis
- Cotoneaster subacutus
- Cotoneaster subadpressus
- Cotoneaster submultiflorus
- Cotoneaster subuniflora
- Cotoneaster suecicus
- Cotoneaster svenhedinii
- Cotoneaster symondsii
- Cotoneaster taiwanensis
- Cotoneaster talgaricus
- Cotoneaster tanpaensis
- Cotoneaster taoensis
- Cotoneaster taofuensis
- Cotoneaster tardiflorus
- Cotoneaster tauricus
- Cotoneaster taylorii
- Cotoneaster teijiashanensis
- Cotoneaster tengyuehensis
- Cotoneaster tenuipes
- Cotoneaster thimphuensis
- Cotoneaster thymifolius
- Cotoneaster tibeticus
- Cotoneaster tjuliniae
- Cotoneaster tomentellus
- Cotoneaster tomentosus
- Cotoneaster transcaucasicus
- Cotoneaster transiens
- Cotoneaster tripyrenus
- Cotoneaster tsarongensis
- Cotoneaster tumeticus
- Cotoneaster turbinatus
- Cotoneaster turcomanicus
- Cotoneaster tytthocarpus
- Cotoneaster undulatus
- Cotoneaster uniflorus
- Cotoneaster uralensis
- Cotoneaster uva-ursi
- Cotoneaster uzbezicus
- Cotoneaster vandelaarii
- Cotoneaster veitchii
- Cotoneaster vernae
- Cotoneaster verokotschyi
- Cotoneaster verruculosus
- Cotoneaster vestitus
- Cotoneaster villosulus
- Cotoneaster vilmorinianus
- Cotoneaster wallichianus
- Cotoneaster wanbooyensis
- Cotoneaster wardii
- Cotoneaster washanensis
- Cotoneaster wattii
- Cotoneaster wilsonii
- Cotoneaster yakuticus
- Cotoneaster yalungensis
- Cotoneaster yinchangensis
- Cotoneaster yui
- Cotoneaster yulingkongensis
- Cotoneaster zabelii
- Cotoneaster zangezuricus
- Cotoneaster zayulensis
- Cotoneaster zeravschanica

## Culture
Certaines espèces de cotonéasters sont aujourd'hui cultivées dans les jardins comme plantes ornementales grâce à leurs fruits décoratifs, mais aussi comme haies et plantes tapissantes. L'avantage est que ces espèces n'exigent que très peu de soins.